# Kānī Gūzān
Kānī Gūzān (persiska: كانی قوزان, کانی گوزان, Kānī Qūzān) är en ort i Iran.   Den ligger i provinsen Västazarbaijan, i den nordvästra delen av landet, 600 km väster om huvudstaden Teheran. Kānī Gūzān ligger 1 652 meter över havet och antalet invånare är 304.
Terrängen runt Kānī Gūzān är huvudsakligen kuperad, men åt nordost är den platt. Runt Kānī Gūzān är det ganska tätbefolkat, med 185 invånare per kvadratkilometer. Närmaste större samhälle är Urmia, 12,9 km öster om Kānī Gūzān. Trakten runt Kānī Gūzān består i huvudsak av gräsmarker.